# Dolby Atmos

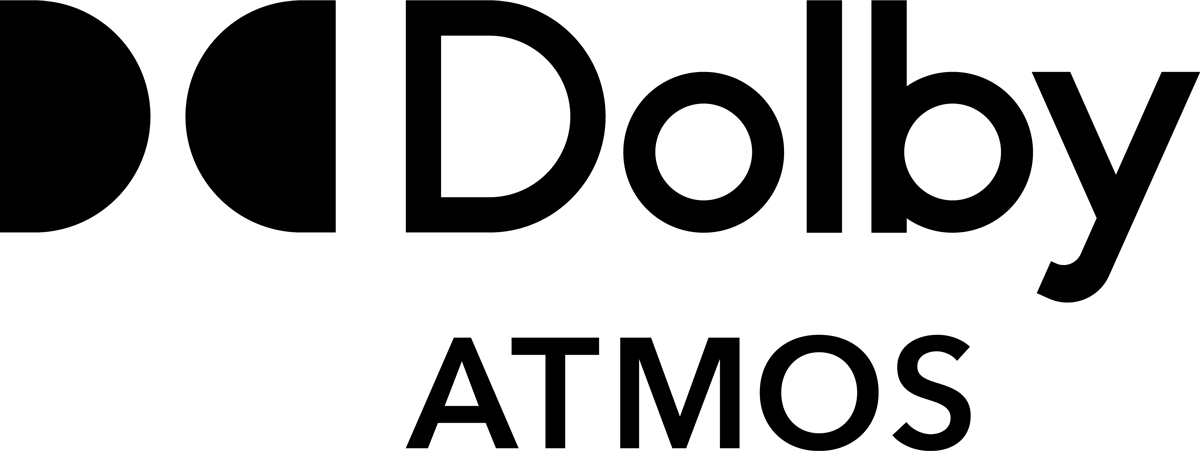
Logotipo Dolby Atmos

Dolby Atmos  es el nombre de una tecnología de sonido envolvente anunciada por Dolby Laboratories en abril de 2012 y lanzada en junio de ese mismo año y utilizada por primera vez en la película de animación de Pixar Brave.
Dolby Atmos (abreviatura de atmósfera) está diseñada para crear una especie de "atmósfera sonora" que envuelva por completo al oyente. El término "Atmos" refleja el objetivo de esa tecnología en generar un entorno sonoro que permita una experiencia de audio más dinámica y detallada, con sonidos que provienen de todas las direcciones, incluso desde arriba del espectador. 
A diferencia de sistemas tradicionales de sonido que se basan en configuraciones de altavoces fijos (como los canales izquierdo y derecho)  y mezclan los sonidos en canales predefinidos, Dolby Atmos trata los sonidos como objetos individuales que pueden colocarse y moverse en un espacio tridimensional, en lugar de estar limitados a canales específicos.
Los sistemas Atmos de cine iniciales utilizaban altavoces en el techo, luego se introdujeron altavoces orientados hacia arriba (por ejemplo, en barras de sonido) como una alternativa para los productos de consumo. Ahora, también se utiliza dispositivos que no tienen un canal de altura, como auriculares, televisores, teléfonos móviles y tabletas. 

## Historia

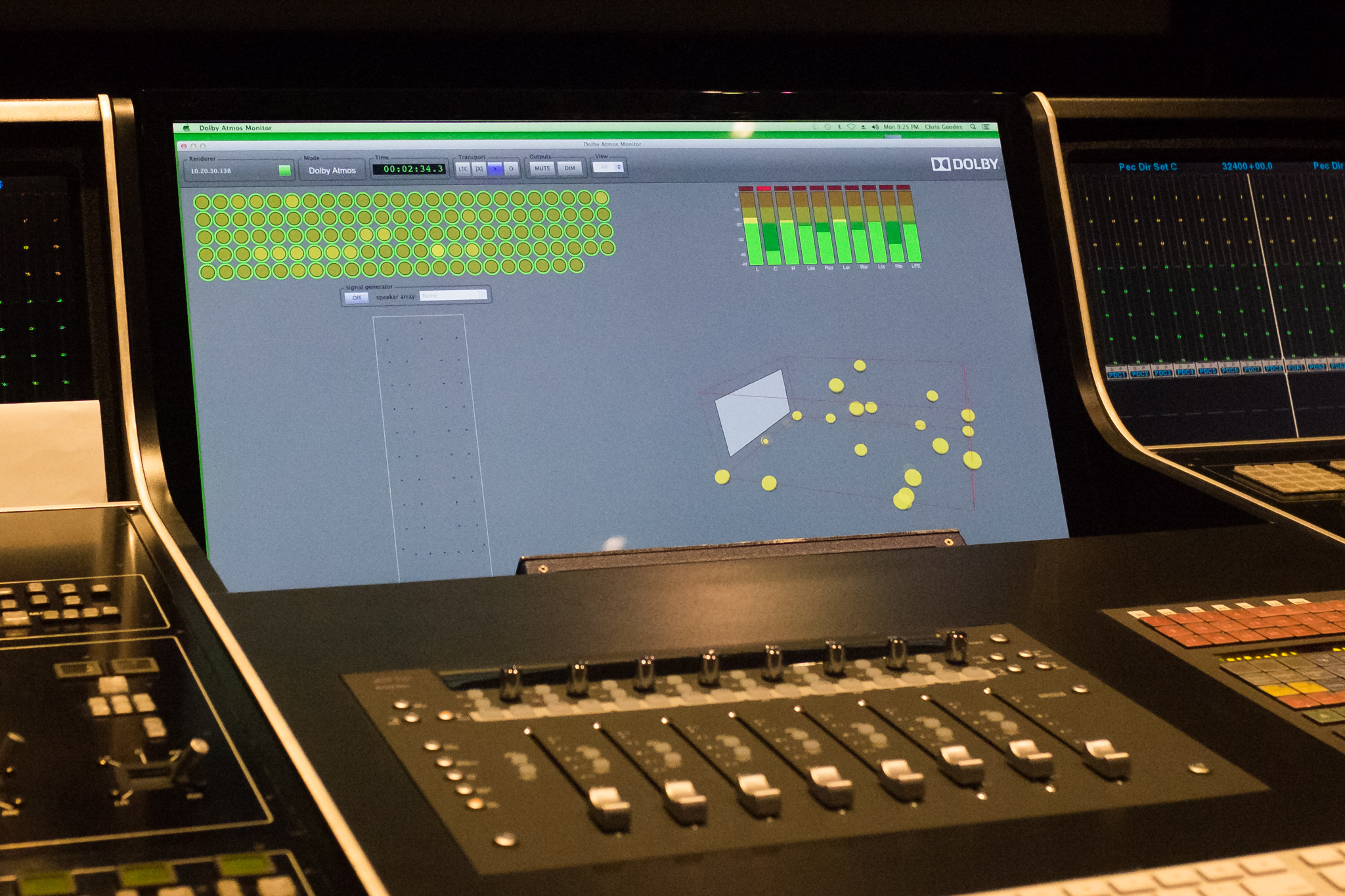
Monitor de Dolby Atmos en SoundFirm, Melbourne, Australia

La primera instalación fue al Dolby Theatre de Los Ángeles, para el estreno de Brave en junio de 2012. A lo largo de 2012, vio un lanzamiento limitado de cerca de 25 instalaciones en todo el mundo, con un aumento de 300 ubicaciones el 2013. Hubo más de 2.100 lugares a partir de febrero de 2015. Dolby Atmos también se ha adaptado a un formato de cine a casa y es el componente de audio de Dolby Cine.
En España, la primera película que contó con el sonido Dolby Atmos fue Las brujas de Zugarramurdi de Álex de la Iglesia, estrenada en el año 2013.
Prometheus, The Dolby Atmos Experience de la banda italiana de metal Luca Turilli's Rhapsody es el primer álbum de la historia de la música en ser remezclado usando el sistema Dolby Atmos. Lanzado al mercado el 9 de diciembre de 2016, en formato Blu-Ray. El set también incluye 2 CD de audio de la gira en vivo de la banda, titulada: Cinematic and Live.
Prometheus, The Dolby Atmos Experience fue remezclado por el productor, ingeniero y mezclador Chris Heil (David Bowie, Bryan Adams, SCORPIONS).
El álbum de 1992 de R.E.M. Automatic for the People fue remezclado en Dolby Atmos para el 25.º aniversario del lanzamiento del álbum en 2017, siendo el segundo lanzamiento de música al utilizar Dolby Atmos.

## Tecnología
La tecnología Dolby Atmos permite hasta 128 pistas de audio más los metadatos de descripción espacial de audio asociadas (sobre todo, los datos de ubicación o de automatización de panning) que se distribuirán en los cines para obtener una representación óptima y dinámica a los altavoces basados en las capacidades del teatro. Cada pista de audio se puede asignar en un canal de audio, al formato tradicional para la distribución o a un "objeto" de audio. Dolby Atmos por defecto tiene una cama de 10 canales 7.1.2 para cortes del ambiente o por un diálogo central, dejando 118 pistas para los objetos.
Los cines en casa con Dolby Atmos se pueden construir según los diseños tradicionales 5.1 y 7.1. Para Dolby Atmos, la nomenclatura difiere ligeramente: un sistema de 7.1.4 Dolby Atmos es un diseño tradicional de 7.1 diseñado con cuatro altavoces por sobre o altavoces habilitados de Dolby Atmos.
Con objetos de audio, Dolby Atmos permite el mezclador de regrabación mediante un conector de Pro Tools (disponible a Dolby) o una consola de mezcla de audio de gran formato equipada con Dolby Atmos, como el DFC de AMS Neve o el MPC5 de Harrison, para designar la ubicación aparente del lugar al teatro para cada sonido, como una coordenada rectangular tridimensional relativa a las ubicaciones del canal de audio definidas y a los límites del teatro.
Durante la reproducción, los sistema Dolby Atmos de cada uno de los cines deja los objetos de audio en tiempo real de forma que cada sonido provenga de su lugar designado respecto a los altavoces presentes al teatro objetivo. Por el contrario, la tecnología tradicional multicanal quema esencialmente todas las pistas de audio de origen en un número fijo de canales durante la postproducción. Esto tradicionalmente ha obligado al mezclador de regrabación a hacer supuestos sobre el en torno a reproducción que quizás no se aplican muy bien a un cine en particular. La adición de objetos de audio permite que el mezclador sea más creativo, para sacar más sueños de la pantalla y tener confianza en los resultados.
El hardware de cine de primera generación, el "Procesador de cine Dolby Atmos" admite hasta 128 pistas de audio discretas y hasta 64 canales de altavoces únicos. La tecnología fue creada inicialmente para aplicaciones de cine comercial, y posteriormente se adaptó en el cine a casa o doméstico. Además de reproducir una mezcla estándar 5.1 o 7.1 con altavoces #agrupar en matrices, el sistema Dolby Atmos también puede dar a cada altavoz un alimento exclusivo propio basado en su ubicación exacta, permitiendo así una gran altura frontal, un sonido rodeando e incluso al techo canales "de altura" para la selección precisa de sueños selectos, como por ejemplo un helicóptero o una lluvia.

## Productos domésticos

### Versión de cine doméstico
A finales de junio de 2014, los socios de hardware de Dolby Labs anunciaron que pronto llegaría a las salas de cine de Dolby Atmos.
Entre ellos había varios fabricantes establecidos de aparatos de entretenimiento audiovisuales que anunciaban nuevos productos que han llevado Dolby Atmos a cines de todo el mundo. Los productos que se ofrecen van desde los receptores y los preamplificadors de cine domésticos hasta los paquetes de inicio-teatro-en-un-box (HTiB) de familias de marcas conocidas como Denon, Marantz, Onkyo, Pioneer y Yamaha más otras modelos de fabricantes y marcas menos conocidos.
La primera película que se lanzó en Blu-ray con Dolby Atmos fue Transformers: la era de la extinción. El primer videojuego de usar Dolby Atmos fue Star Wars: Battlefront con un acuerdo especial entre EA y Dolby Laboratories. Este juego utiliza la captura de bits HDMI de la PC para ofrecer audio a receptores de audio  Atmos. Battlefield 1 para PC también tiene audio Atmos. Junto a Xbox One, Crackdown 3 y Gears of War 4 también son compatibles con Atmos.
En el CES 2019, LG presentó un panel 8K OLED de 88 pulgadas en el que se añadía sonido Dolby Atmos 3.2.2 

### Detalles de implementación en el cine doméstico - diferencias de las instalaciones comerciales
Debido al ancho de banda limitado y la carencia de poder de procesamiento, Atmos en los Teatro en Casa no se hace del mismo modo que en los cines. Se añade un substrama con códigos espaciales a Dolby TrueHD o Dolby Digital Plus. Este substream representa una representación eficiente de la mezcla basada en objetos original y original. No se trata de un canal codificado con matriz, sino de una señal digital codificada espacialmente con metadatos de panorámica. Atmos en teatros domésticos puede soportar 24.1.10 canales, y utiliza el substror de audio de objetos codificados espacialmente para mezclar la presentación de audio para que coincida con la configuración del altavoz instalado.
Para reducir la velocidad de bits, los objetos y los altavoces próximos se agrupan para formar objetos agregados, que después son dinámicos. El sonido de los objetos originales se puede extender sobre varios objetos agregados para mantener la potencia y la posición de los objetos originales. La resolución espacial (y, por lo tanto, la fuerza del clúster) puede ser controlada por los cineastas cuando utilizan las herramientas Dolby Atmos Production Suite. Dolby Digital Plus también se ha actualizado con extensiones de Atmos.

### Versión para auriculares
Dolby Atmos tiene también implementaciones auriculares por ordenadores PC, la Xbox One y teléfonos móviles. Con Windows 10 los usuarios pueden experimentar el audio Atmos utilizando auriculares, y necesitan tener la actualización de los creadores en la Versión 1703, disponible con Windows Update. Apple también soporta la versión de Dolby Atmos en algunas canciones compatibles de su servicio de música en streaming Apple Music, aunque sólo funciona con auriculares como los AirPods Pro, AirPods (3ª generación), AirPods Max y Beats X.

### Versión para teléfonos móviles
En marzo de 2018 la marca de dispositivos inteligentes Samsung lanzó al mercado los teléfonos móviles de alta gama Galaxy S8, S8+ (Plus) S9, S9+ agregando en estos el sonido estéreo a diferencia de sus predecesores que carecían de ello y en los cuales integró la tecnología Dolby Atmos, creando teléfonos con un sonido envolvente y realmente enriquecedor y sorprendente para el deleite del oído a nivel personal.
Las serie E y G de Motorola vienen con la App preinstalada a fin de obtener una calidad de sonido más óptima. La calidad dependerá de la música o película que escuche el usuario.

## Más información
- Ambisonics, una técnica de codificación de sonido. Hoy en día utilizada por algunos juegos con audio VR.
- Auro-3D, an earlier, completely channel-based 3D surround system
- DTS:X, a competing fully object-based system